# Holland Park
Holland Park é um distrito e parque público localizado em Kensington e Chelsea, no oeste de Londres, Reino Unido.
Holland Park tem uma reputação como uma área nobre e elegante, conhecida por atraentes e grandes casas vitorianas, lojas de classe alta e restaurantes. Há muitos destinos de compras populares localizadas ao redor Holland Park como High Street Kensington, Notting Hill, Holland Park Avenue, Portobello Market, Westbourne Grove, Clarendon Cross e Ledbury Road.
Embora não existam limites oficiais, são cerca de Kensington High Street, ao sul, Holland Road, a oeste, Holland Park Avenue ao norte e Kensington Church Street, a leste. Holland Park Avenue está nos limites demográficos de quatro enfermarias: Norland, Holland, Pembridge e Campden.

## Parque público
Holland Park possui uma areá de cerca de 0,218 km² e é considerado um dos parques mais românticos e serenos do oeste de Londres. A metade ou menos do norte do parque é de floresta semi-selvagem, a seção central em torno das ruínas da Holland House é mais formal com várias áreas de jardins, e a seção mais ao sul é usada para o esporte.
Hoje é uma ruína fragmentária, tendo sido devastada pelo bombardeio incendiário em 1940, mas as ruínas e os jardins foram compradas pelo Conselho do Condado de Londres, em 1952, a partir do último proprietário privado, o 6º. conde de Ilchester. Hoje, os restos da casa formam um pano de fundo para o Holland Park Theatre em ar livre, que é a casa do Opera Holland Park. A Commonwealth Institute fica ao sul.

## Na cultura popular
O seriado da BBC As Time Goes By é ambientado principalmente no Holland Park.
A casa de Edina Monsoon em Absolutely Fabulous fica no parque, e ela está ansiosa para desmentir suposições que ele está localizado no Shepherd's Bush. Jennifer Saunders morava na 67 Holland Park.